# PAiA
Pour la localité hawaiienne, voir Paia
PAiA est un constructeur américain de matériel audio fondé en 1959 à Oklahoma City dans l'Oklahoma aux États-Unis par l'ingénieur électronicien John Simonton.

## Historique

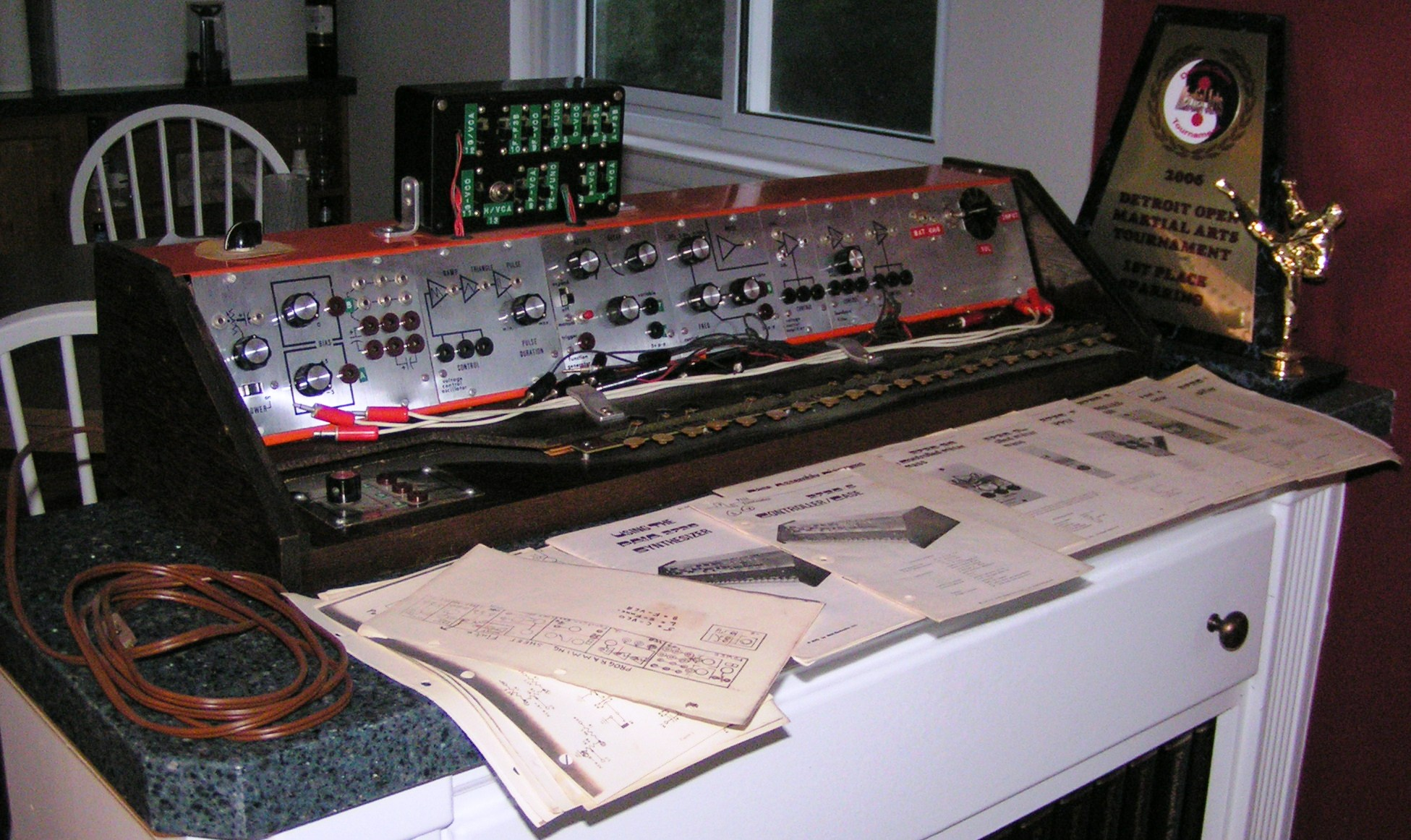
PAiA 2700 (modifié)

Créé en 1959 par l'ingénieur électronicien John Simonton, PAiA est au départ une entreprise de vente à distance de composants électroniques.
En 1967, elle commence à vendre ses propres produits qu'elle écoule en grande partie grâce aux mentions dans les magazines d'électroniques de l'époque. John Simonton, qui est musicien, conçoit des composants audio, notamment destinés aux guitares.
En 1972, PAiA commence à commercialiser des kits pour construire des synthétiseurs, alors que John Simonton écrit dans le magazine Radio Electronics les articles permettant de les exploiter. À l'époque, les synthétiseurs sont encore des instruments très onéreux, même si des constructeurs comme ARP commencent à cibler un public plus large. Les caractéristiques et les prix des produits de PAiA font que l'entreprise rencontre un fort succès.
PAiA dispose alors de son propre magazine, Polyphony, qui sera plus tard renommé en Electronic Musician. Vendu en 1985, le magazine est toujours publié en 2013.
L'entreprise vend à la fois ses kits pour construire des synthétiseurs modulaires comme le 2700 en 1972 ou le 9700 dans les années 2000, et des synthétiseurs plus classiques comme le Gnome en 1974, le Oz ou le FatMan dans les années 1990.

## Produits
PAiA conçoit et produit des thérémines, des synthétiseur, des préamplificateurs et des vocoders.